# Dot matrix display

Exemplo de um display de matriz de pontos. Observe os pontos apagados.

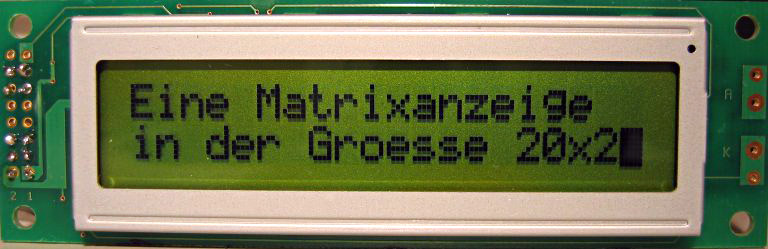
Um Display de matriz de pontos de tamanho 20 × 2 caracteres - Esta é uma tela LCD de matrix de 5 × 7 pontos por caractere usada em muitos telefones antigos e máquinas de venda

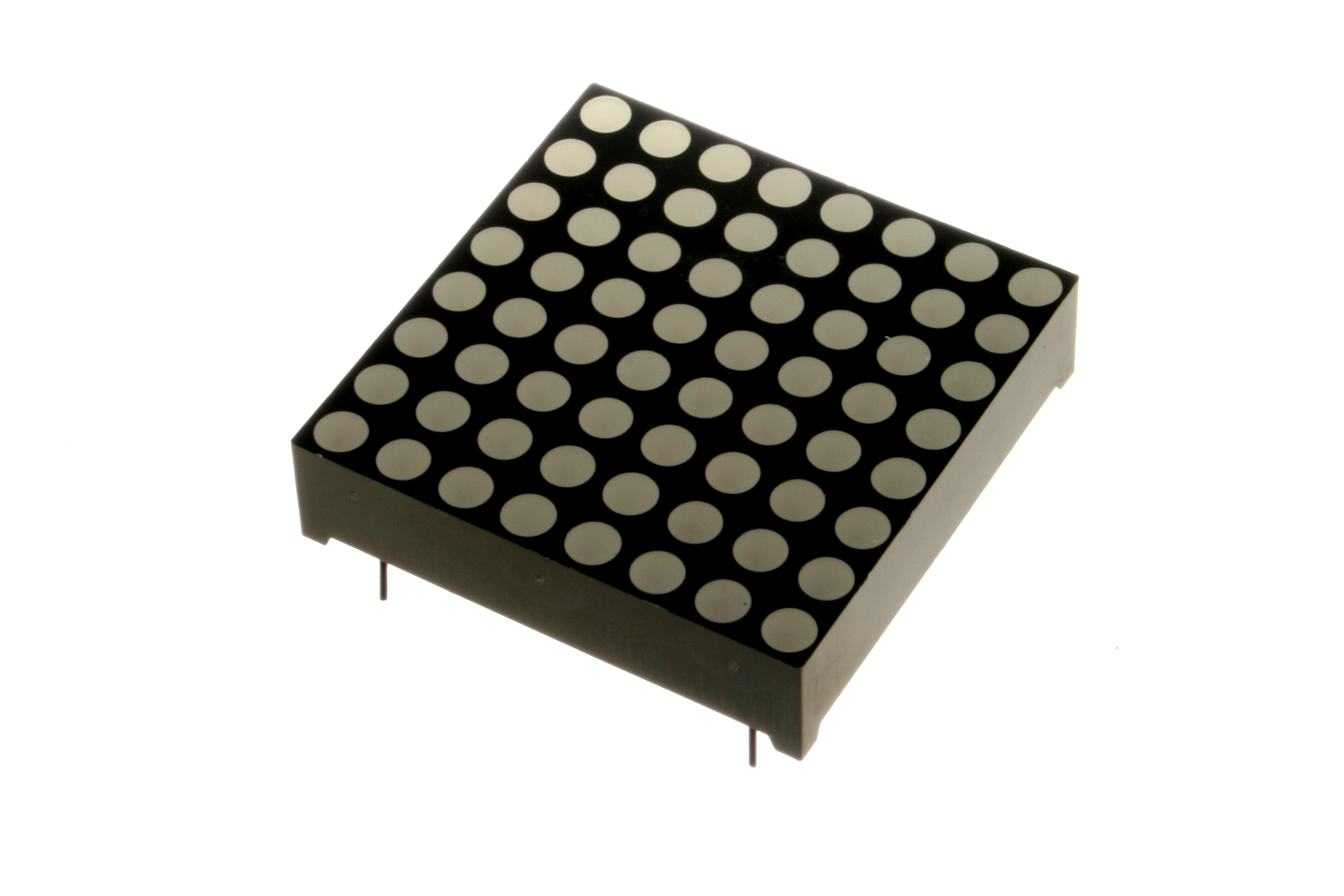
Um módulo de display matrix de led, resolução 8 × 8 pontos bicolor.

Funcionamento de um display dot matrix de LED, em que a multiplexação é a única forma de controlar tamanha quantidade de segmentos neste tipo de display

Um display de matriz de pontos (ou dot matrix display) é um tipo de display (ou mostrador) construído com uma matriz de luzes ou indicadores mecânicos dispostos em uma configuração retangular (outras formas também são possíveis, embora não seja comum) que podem ser ligados ou desligados de tal forma que podem produzir um padrão gráfico visual. Texto ou elementos gráficos podem ser exibidos. Ele é usado para exibir informações em máquinas, relógios, indicadores de destino de trens e muitos outros que requerem um dispositivo de exibição simples e de resolução limitada. Um circuito controlador converte as instruções recebidas para ligar ou desligar os pontos necessários no display de modo que a exibição requerida é produzida.

## Resoluções comuns
Resoluções comuns de displays dot matrix:
- 128 × 16 (Duas linhas de caracteres)
- 128 × 32 (Quatro linhas de caracteres)
- 128 × 64 (Oito linhas de caracteres)

Outras resoluções incluem:
92 × 31 (Quatro ou três linhas de caracteres)

## Resoluções de caracteres
- Uma resolução comum por caractere é 5 × 7 pixels, separados com linhas vazias e sem pontos (na maioria das telas que exibem só texto), ou a resolução real, contando os pixels e linhas vazias (6 × 8 pixels). Esta resolução é vista em muitas calculadoras gráficas, como as da Casio, ou a TI-82 ou superior.
- Uma resolução menor é 3 × 5 (ou 4 × 6 contando os pixels separadores de caracteres). Esta é vista na calculadora TI-80 como uma fonte "pura", com tamanho fixo, ou em calculadoras 7 × 5, com uma fonte proporcional (1 × 5 a 5 × 5). A desvantagem da resolução de caractere 7 × 5 e menores, é que caracteres minúsculos com descendentes não são convenientes. Uma resolução de caractere de 11 × 9 é usada frequentemente para dar resolução muito superior.
- Displays dot matrix de resoluções suficientes podem ser programados para emular o padrão customizável de números de sete segmentos.
- Uma resolução maior é 5 × 9 pixels, a qual é usada em muitas calculadoras.